# Opisthograptis aestiva
Opisthograptis aestiva là một loài bướm đêm trong họ Geometridae.